# Атвуд (Колорадо)
Атвуд (енгл. Atwood) насељено је место без административног статуса у америчкој савезној држави Колорадо.

## Демографија
По попису из 2010. године број становника је 133, што је 62 (-31,8%) становника мање него 2000. године.
| Група             | 2000.       | 2010.       |
| Белци             | 172 (88,2%) | 120 (90,2%) |
| Афроамериканци    | 1 (0,5%)    | 0 (0,0%)    |
| Азијати           | 0 (0,0%)    | 0 (0,0%)    |
| Хиспаноамериканци | 18 (9,2%)   | 11 (8,3%)   |
| Укупно            | 195         | 133         |